# Stoedentska (metrostation)
Stoedentska (Oekraïens: Студентська, ⓘ; Russisch: Студенческая, Stoedentsjeskaja) is een station van de metro van Charkov. Het station maakt deel uit van de Saltivska-lijn en werd geopend op 24 oktober 1986. Het metrostation bevindt zich onder de Voelytsja Akademika Pavlova (Academielid Pavlovstraat), in de noordoostelijke wijk Saltivka. Zijn naam ("Student") dankt station Stoedentska aan de nabijgelegen studentencampus en gebouwen van de Pedagogische en Farmaceutische Universiteit. Er kan worden overgestapt op twee trolleybuslijnen die woonwijken in de omgeving bedienen.
Het station is ondiep gelegen en beschikt over een perronhal met ronde zuilen. Zowel de wanden als de zuilen zijn bekleed met wit marmer, de vloeren zijn geplaveid met tegels van grijs en zwart graniet. Langs de sporen bevinden zich vier thematische aardewerken composities ("Studie", "Stage", "Sport" en "Ontspanning"), die opgedragen zijn aan het studentenleven. De verlichting is aangebracht in ronde openingen in het dak. Aan beide uiteinden van het perron leiden trappen naar de lokettenzalen, die verbonden zijn met voetgangerstunnels onder de kruising van de Voelytsja Akademika Pavlova en de Voelytsja Bljoechera (Bljoecherstraat).

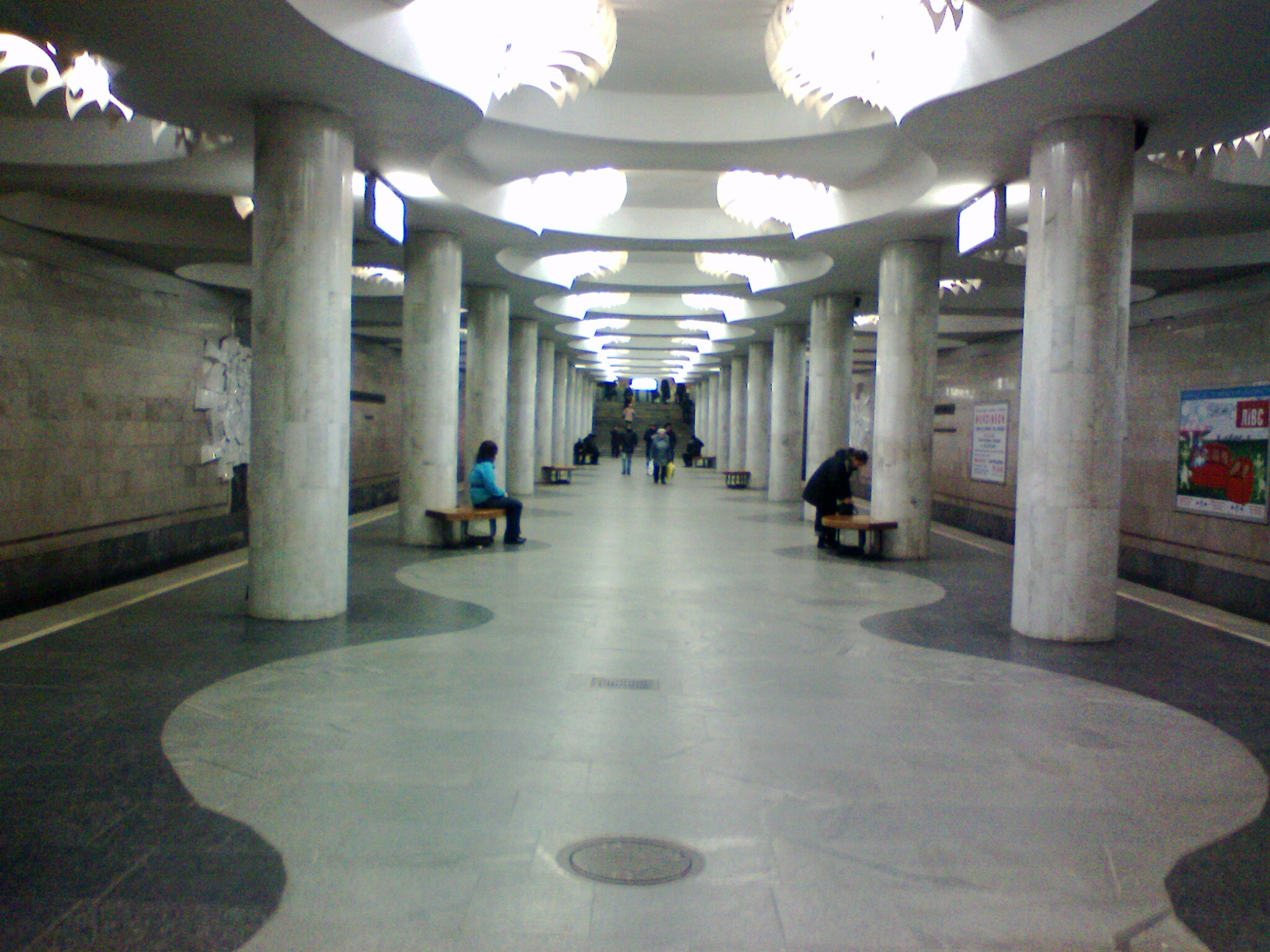
Perron